# Cazin
Cazin (serbisch-kyrillisch Цазин) ist eine Stadt und die zugehörige Gemeinde (općina) im äußersten Nordwesten von Bosnien und Herzegowina.

## Geographie
Sie liegt 25 km nördlich von Bihać, rund 230 km nordwestlich von Sarajevo und rund 15 von der Grenze zu Kroatien entfernt. Cazin gehört zum Kanton Una-Sana der Föderation Bosnien und Herzegowina, in der Region Bosanska Krajina. Der Fluss Una durchquert das südliche Gemeindegebiet. Geologisch ist die Općina bestimmt durch eingeschnittenes, teilweise bewaldetes und felsiges, teilweise landwirtschaftlich gut nutzbares Gelände. Mit 797 m Höhe ist der Berg Velika Gomila im Südosten die höchste Erhebung der Opština, die sonst auf einer durchschnittlichen Höhe von ca. 300 m liegt.

## Bevölkerung
Zur Volkszählung 1991 hatte die Gemeinde 63.409 Einwohner. Davon bezeichneten sich 61.693 als Bosniaken (97,29 %) und 778 als Serben (1,23 %). 938 Bewohner (1,48 %) gaben andere Zugehörigkeiten an. Heute hat die Gemeinde Cazin 69.411 Einwohner.
In der Stadt Cazin selbst lebten 1991 9775 Menschen. Auch hier stellten die Bosniaken mit 9166 Bewohnern (93,77 %) die absolute Mehrheit. 251 Bewohner bezeichneten sich als Jugoslawen (2,57 %).

## Geschichte
In Cazin gibt es archäologische Funde der sogenannten Siedlung Veliki Čungar u Kupresima, die vor allem aus der Eisenzeit stammen. 1522 machte der Bischof von Knin Cazin zu seinem Sitz, nachdem Knin gefallen war. In der Stadtmitte liegen auf einem Hügel die Ruinen einer Burg. Sie wurde 1584 erneuert und 1851 aufgegeben.
Weitere mittelalterliche Burgen liegen in der Umgebung der Stadt: 
- Pećigrad: Ende des 15. Jahrhunderts erbaut; 1768 wurde neben der alten Burg eine neue erbaut, die heute noch erhalten ist
- Mutnik
- Coralici/Begove Kafane
- Burg Tržac im Ort Tržac
- Stijena: 1575 von den Osmanen erobert; 1771 errichteten sie neben der alten Burg eine neue, die heute noch erhalten ist
- Ostrožac: 1286 erstmals erwähnt; 1577 von den Osmanen eingenommen; 1900–1902 von Lothar von Berks erneuert und um ein neugotisches Schloss erweitert; Festung und Schloss sind noch erhalten
- Šturlić
- Slatina
- Todorovo

## Verkehr

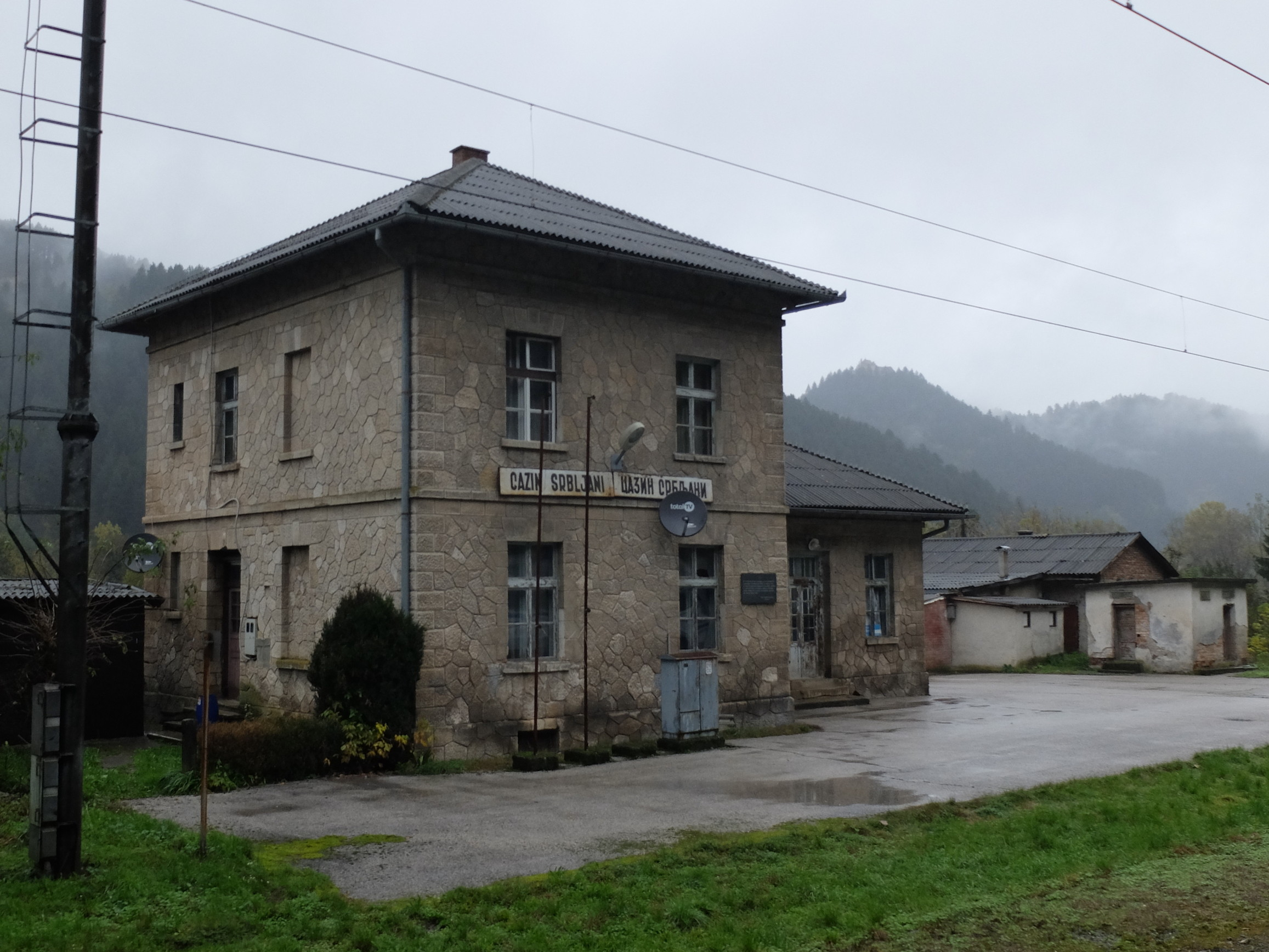
Bahnhof Cazin-Srbljani an der Una-Bahn

Durch Cazin verläuft die Fernstraße M 4-2 (Bihać-Velika Kladuša). Eine Regionalstraße verbindet den Ort mit Bosanska Krupa. Ein Eisenbahnanschluss direkt im Ort besteht nicht. Der Bahnhof Cazin-Srbljani befindet sich mehrere Kilometer vom Ort entfernt im Tal der Una.

## Persönlichkeiten
- Nurija Pozderac (1892–1943), Partisan, einer der Gründer der Volkswiderstandsbewegung im besetzten Jugoslawien, Vizepräsident des AVNOJ-Komitäts (26. November 1942 – Bihać)
- Hamdija Pozderac (1924–1988), kommunistischer Politiker und Staatspräsident von Bosnien und Herzegowina von 1971 bis 1974, sowie der Vizepräsident von Ex-Jugoslawien in den späteren 1980er Jahren
- Ahmet Hadžipašić (1952–2008), Politiker, Regierungschef der Föderation Bosnien und Herzegowina (2003–2007)
- Safet Nadarević (* 1980), Fußballspieler
- Danijel Zenkovic (* 1987), österreichischer Fußballspieler und -trainer
- Rifet Kapić (* 1995), Fußballspieler
- Emir Redžić (* 1995), Fußballspieler
- Elvir Hadžić (* 1999), Fußballspieler